# Ampudia
Ampudia é um município da Espanha na província de Palência, comunidade autónoma de Castela e Leão, de área 137,17 km² com população de 600 habitantes (2021) e densidade populacional de 4,56 hab./km².

## Demografia
| Variação demográfica do município entre 1991 e 2021 | Variação demográfica do município entre 1991 e 2021 | Variação demográfica do município entre 1991 e 2021 | Variação demográfica do município entre 1991 e 2021 | Variação demográfica do município entre 1991 e 2021 |
| --------------------------------------------------- | --------------------------------------------------- | --------------------------------------------------- | --------------------------------------------------- | --------------------------------------------------- |
| 1991                                                | 1996                                                | 2001                                                | 2004                                                | 2021                                                |
| 851                                                 | 719                                                 | 670                                                 | 677                                                 | 600                                                 |

## Património
- Castelo de Ampudia, castelo senhorial castelhano do século XV